# Gallerie per lunghezza
Questa lista è suscettibile di variazioni e potrebbe essere incompleta o non aggiornata.

## Gallerie ferroviarie
In questo elenco vengono presentate le principali gallerie ferroviarie del mondo in ordine di lunghezza (in metri) e la loro profondità massima. L'elenco contempla tutte le gallerie ferroviarie di lunghezza superiore a 10 km.
In giallo sono indicate le gallerie in avanzata fase di costruzione.
| Nome                              | Lunghezza (m) | Copertura max | Paese                | Apertura       | Note |
| --------------------------------- | ------------- | ------------- | -------------------- | -------------- | --- |
| Galleria di base del Brennero     | 55 000~64 000 | 1720          | Austria- Italia      | 2032           | Collegata alla galleria di circonvallazione di Innsbruck (Inntal tunnel), per una lunghezza totale di 64 km, resta tuttavia un progetto separato da tale tunnel Inntal lungo 12,5 km |
| Galleria di base del Fréjus       | 57 500~       | 2200~         | Francia- Italia      | 2032           | La lunghezza differisce di poche centinaia di metri dalla Galleria di base del San Gottardo, tuttavia essendo ancora in costruzione non è ancora nota la lunghezza definitiva        |
| Galleria di base del San Gottardo | 57 091        | 2315          | Svizzera             | 2016           | Più lunga galleria ferroviaria del mondo con doppio binario in due canne |
| Tunnel del Seikan                 | 53 850        | 500           | Giappone             | 1984           | Galleria sottomarina. Più lunga galleria per ferrovia a scartamento ridotto |
| Tunnel della Manica               | 50 450        | ?             | Francia- Regno Unito | 1994           | Galleria sottomarina |
| Gaoligong                         | 34 586        | 1300~         | Cina                 | 2025           | tutta a binario unico |
| Galleria di base del Lötschberg   | 34 577        | 2300~         | Svizzera             | 2007           | 22 km a binario unico, resto a doppio in due canne |
| Koralmtunnel                      | 32 900        | 1250          | Austria              | 2022           | |
| Nuovo tunnel del Guanjiao         | 32.645        | ?             | Cina                 | 2014           | [ 2 ] |
| Guadarrama                        | 28 377        | 992           | Spagna               | 2007           | |
| Taihang                           | 27 848        | 450~          | Cina                 | 2008           | |
| Terzo Valico                      | 27 110        | 620~          | Italia               | 2026           | |
| Hakkōda                           | 26 455        | 540           | Giappone             | 2010           | Più lungo tunnel ferroviario terrestre a doppio binario del mondo |
| Iwate-Ichinohe                    | 25 810        | 200           | Giappone             | 2002           | |
| Pajares Base                      | 24 667        | ?             | Spagna               | 2011           | |
| Iiyama                            | 22 225        | 325           | Giappone             | 2013           | |
| Daishimizu                        | 22 221        | 1300          | Giappone             | 1982           | |
| Wushaoling                        | 21 050        | 1100          | Cina                 | 2006           | |
| Sempione                          | 19 823        | 2145          | Svizzera- Italia     | 1906           | Seconda canna nel 1921 |
| Vereina                           | 19 058        | 1560          | Svizzera             | 1999           | |
| Shin Kanmon                       | 18 713        | 460           | Giappone             | 1975           | Galleria sottomarina |
| Vaglia                            | 18 711        | ?             | Italia               | 2009           | |
| Grande galleria dell'Appennino    | 18 507        | ?             | Italia               | 1934           | |
| Quinling I-II                     | 18 457        | 1400~         | Cina                 | 2002           | |
| Rokkô                             | 16 250        | 440           | Giappone             | 1972           | |
| Galleria di base della Furka      | 15 442        | 1500          | Svizzera             | 1982           | |
| Galleria di base del Monte Ceneri | 15 400        | 780           | Svizzera             | 2020           | |
| Haruna                            | 15 350        | 170           | Giappone             | 1982           | |
| Severomuysky                      | 15 343        | 1500~         | Russia               | 2003           | |
| Firenzuola                        | 15 285        | ?             | Italia               | 2009           | |
| Gorigamine                        | 15 175        | 620           | Giappone             | 1997           | |
| Galleria Santomarco               | 15 040        | ?             | Italia               | 1987           | |
| Gottardo                          | 15 003        | 1708          | Svizzera             | 1882           | |
| Nakayama                          | 14 857        | 410           | Giappone             | 1982           | |
| Mount Macdonald                   | 14 726        | ?             | Canada               | 1989           | |
| Lötschberg                        | 14 612        | 2700???       | Svizzera             | 1913           | |
| Romeriksporten                    | 14 580        | ?             | Norvegia             | 1999           | |
| Dayaoshan                         | 14 294        | ?             | Cina                 | 1987           | |
| Hokuriku                          | 13 870        | 490           | Giappone             | 1962           | |
| Fréjus                            | 13 636        | 1610          | Francia- Italia      | 1871           | |
| Marmaray                          | 13 600        | ?             | Turchia              | 2013           | Galleria sottomarina che unisce le due sponde di Istanbul. |
| Savio                             | 13 500        | ?             | Finlandia            | 2008           | |
| Shin Shimizu                      | 13 500        | 1200          | Giappone             | 1967           | |
| Hex River                         | 13 400        | ?             | Sudafrica            | 1989           | |
| Wienerwaldtunnel                  | 13 350        | ?             | Austria              | 2012           | |
| Chang Hong Lin                    | 13 300        | 420           | Cina                 | ?              | [ 3 ] |
| Sciliar                           | 13 159        | ?             | Italia               | 1993           | |
| Caponero-Capoverde                | 13 135        | ?             | Italia               | 2001           | Include la fermata di Sanremo |
| Aki                               | 13 030        | 530           | Giappone             | 1975           | |
| Galleria Peloritana               | 12 817        | ?             | Italia               | 2001           | |
| Inntaltunnel                      | 12 696        | 300~          | Austria              | 1994           | |
| Cascade Tunnel                    | 12 600        | ?             | Stati Uniti          | 1929           | Il tunnel più lungo negli Stati Uniti |
| Lainzer Tunnel                    | 12 300        | ?             | Austria              | 2012           | |
| Chikushi                          | 11 860        | 515           | Giappone             | in costruzione | |
| KitaKyushu                        | 11 750        | 270           | Giappone             | 1975           | |
| Fukushima                         | 11 700        | 230           | Giappone             | 1982           | |
| Kubiki                            | 11 350        | 230           | Giappone             | 1960           | |
| Flathead Tunnel                   | 11 300        | ?             | Stati Uniti          | 1970           | |
| Shiozawa                          | 11 220        | 150           | Giappone             | 1982           | |
| Zao                               | 11 210        | 170           | Giappone             | 1982           | |
| Pir Panjal                        | 10 960        | 1100          | India                | in costruzione | Nota delle ferrovie indiane |
| Pianoro                           | 10.843        | ?             | Italia               | 2009           | |
| Landrücken                        | 10 779        | ?             | Germania             | 1988           | |
| Arlberg                           | 10 648        | 720           | Austria              | 1884           | |
| San Donato                        | 10 554        | ?             | Italia               | 1982           | |
| Akakura                           | 10 470        | 450           | Giappone             | 1997           | |
| Raticosa                          | 10 436        | ?             | Italia               | 2009           | |
| Santa Lucia                       | 10 265        | ?             | Italia               | 1977           | |

## Gallerie stradali
In questo elenco vengono presentate le principali gallerie stradali del mondo in ordine di lunghezza (in metri). L'elenco contempla le gallerie stradali di lunghezza superiore ai 5 km.

In giallo sono indicate le gallerie in avanzata fase di costruzione, in rosso quella dove i lavori sono sospesi.
| Nome                                      | Lunghezza (m) | Copertura (m) | Paese             | Apertura                | Note |
| ----------------------------------------- | ------------- | ------------- | ----------------- | ----------------------- | --- |
| Rogfast                                   | 27 000        | ?             | Norvegia          | 2026                    | All'apertura sarà la più lunga e la più profonda galleria del mondo, nonché galleria sommersa.                           |
| Lærdal                                    | 24 510        | 1400          | Norvegia          | 27 novembre 2000        | Più lunga galleria stradale del mondo                                                                                    |
| Yamate                                    | 18 200        | ?             | Giappone          | 7 marzo 2015            | Più lunga galleria del mondo a due canne                                                                                 |
| Zhongnanshan                              | 18.040        | 1640          | Cina              | 20 gennaio 2007         | |
| San Gottardo                              | 16 918        | 1500          | Svizzera          | 5 settembre 1980        | Seconda canna in costruzione                                                                                             |
| Nuovo Monte Zigana                        | 14 481        | ?             | Turchia           | 2022                    | |
| Ryfylke                                   | 14 400        | ?             | Norvegia          | 30 dicembre 2019        | Più lunga galleria stradale sommersa al mondo                                                                            |
| Monte Ovit                                | 14 346        | ?             | Turchia           | 13 giugno 2018          | |
| Arlberg                                   | 13 972        | ?             | Austria           | 1º dicembre 1978        | In realtà due gallerie separate collegate da un ponte interamente coperto, costruzione della canna di emergenza in corso |
| Hsuehshan                                 | 12 942        | ?             | Taiwan            | 16 giugno 2006          | |
| Fréjus                                    | 12 895        | ?             | Italia/ Francia   | 12 luglio 1980          | Inaugurazione della seconda canna: 28 luglio 2025.                                                                       |
| Monte Bianco                              | 11 611        | 2480          | Italia/ Francia   | 19 luglio 1965          | |
| Gudvanga                                  | 11 428        | ?             | Norvegia          | 17 dicembre 1991        | |
| Folgefonn                                 | 11 150        | ?             | Norvegia          | 15 giugno 2001          | |
| Kanetsu                                   | 11 055        | ?             | Giappone          | 1985/1991               | |
| Hida                                      | 10 750        | ?             | Giappone          | 5 luglio 2008           | |
| Gran Sasso d'Italia                       | 10 176        | ?             | Italia            | 1º dicembre 1984 / 1995 | Più lunga galleria d'Europa a due canne                                                                                  |
| Plabutsch                                 | 10 085        | ?             | Austria           | 17 dicembre 2004        | |
| Duplex A86 Est (Rueil-Malmaison)          | 10 000        | 90~           | Francia           | giugno 2009             | Carreggiate sovrapposte, aperta al pubblico in due fasi                                                                  |
| Aqua-Line Tokio                           | 9 583         | ?             | Giappone          | 18 dicembre 1997        | Più lunga galleria subalveo del mondo                                                                                    |
| Seelisberg                                | 9 280         | 1270          | Svizzera          | 12 dicembre 1980        | Più lunga galleria in Svizzera a due canne                                                                               |
| Galleria di base della Variante di Valico | 8 710         | ?             | Italia            | 23 dicembre 2015        | |
| Túnel de la Línea                         | 8 650         | ?             | Colombia          | 4 settembre 2020        | |
| Enasan                                    | 8 646         | ?             | Giappone          | 1975/1985               | |
| Somport                                   | 8 602         | ?             | Francia/ Spagna   | 17 gennaio 2003         | |
| Korgfjell                                 | 8 568         | ?             | Norvegia          | 16 settembre 2005       | |
| Gleinalm                                  | 8 320         | ?             | Austria           | 11 agosto 1978          | |
| Steigen                                   | 8 079         | ?             | Norvegia          | 1990                    | |
| Traforo delle Caravanche                  | 8 019         | ?             | Austria/ Slovenia | 1º aprile 1991          | Lavori per la seconda canna in fase di avvio                                                                             |
| Galleria Sant'Antonio-Cepina              | 7 925         | ?             | Italia            | 2000                    | |
| Galleria Santa Lucia                      | 7 724         | ?             | Italia            | 2021                    | Galleria a 3 corsie più lunga d'Europa                                                                                   |
| Tunnel di Capo Nord                       | 6 870         | 212           | Norvegia          | 15 giugno 1999          | Tunnel sottomarino |
| Pfänder                                   | 6 718         | ?             | Austria           | 10 dicembre 1980        | Seconda canna aperta nel 2012                                                                                            |
| Westerscheldetunnel                       | 6 600         | ?             | Paesi Bassi       | 14 marzo 2003           | |
| San Bernardino                            | 6 596         | 485           | Svizzera          | 1º dicembre 1967        | |
| Tauern                                    | 6 401         | ?             | Austria           | 21 giugno 1975          | Seconda canna aperta nel 2010                                                                                            |
| Norðoyatunnilin                           | 6 300         | ?             | Fær Øer           | 29 aprile 2006          | |
| Galleria di Malo                          | 6 100         | ?             | Italia            | 29 dicembre 2023        | |
| Strenger Tunnel                           | 5 851         | ?             | Austria           | agosto 2005             | Aperto provvisoriamente 6 mesi prima del previsto                                                                        |
| Galleria della Guinza                     | 5 950         | ?             | Italia            | 2026                    | Lavori di completamento della prima canna ripresi nel 2024                                                               |
| Katschbergtunnel                          | 5 898         | ?             | Austria           | 1974                    | Seconda canna aperta nel 2008                                                                                            |
| Gran San Bernardo                         | 5 854         | ?             | Svizzera/ Italia  | 19 marzo 1964           | |
| Hitra                                     | 5 645         | ?             | Norvegia          | 8 dicembre 1994         | |
| Mappo-Morettina                           | 5 518         | 375           | Svizzera          | 13 giugno 1996          | |
| Bosrucktunnel                             | 5 518         | ?             | Austria           | 21 ottobre 1983         | Seconda canna aperta nel 2013                                                                                            |
| Felbtauern                                | 5 304         | 1230          | Austria           | 1967                    | |
| Cels                                      | 5 245         | ?             | Italia            | 1992                    | |
| Sellero                                   | 5 074         | ?             | Italia            | 6 febbraio 2013         | |
| Roppen                                    | 5 095         | ?             | Austria           | 1990                    | Seconda canna aperta nel 2009                                                                                            |
| Flenja                                    | 5 053         | ?             | Norvegia          | 1986                    | |
| Santa Maria di Pozzano                    | 5 035         | ?             | Italia            | 16 luglio 2014          | 1497 metri aperti nel 1989                                                                                               |

## Gallerie particolari
Questa lista mostra gallerie non particolarmente significative per lunghezza ma comunque particolari per altri motivi.
| Nome           | Lunghezza (m) | Paese           | Apertura                      | Particolarità | Fonte |
| -------------- | ------------- | --------------- | ----------------------------- | --- | --- |
| SMART Tunnel   | ~4000         | Malaysia        | 2007                          | Galleria di circa 9,7 km usata per far defluire l'acqua in caso di inondazioni. Circa 4 km di questa galleria sono utilizzati come strada in tempi normali, ma chiusi al traffico ed usati per l'acqua in caso di emergenza           | |
| Serra Rotonda  | 3850          | Italia          | 2015                          | Situata in territorio di Lauria sull'Autostrada A2 del Mediterraneo, tra gli svincoli di Lauria nord e Lauria sud, è la più lunga dell'intera autostrada e la più lunga dell'Italia meridionale ed è stata realizzata a doppia canna. | - Il viadotto Caffaro sulla Autostrada A2, su stradeeautostrade.it. URL consultato il 17-7-2021. - A3: per il grande esodo pronta la galleria "Serra Rotonda", su ufficiostampabasilicata.it. URL consultato il 17-7-2021. |
| Munt La Schera | 3390          | Svizzera        | 1969                          | Una sola corsia, con transito alternato nelle due direzioni | |
| Colle di Tenda | 3186          | Italia/ Francia | 1882                          | Più lunga galleria stradale alla sua apertura nel 1882 | |
| Le Casse       | 3080          | Italia          | 2008                          | Galleria stradale elicoidale | |
| Baregg         | 1390          | Svizzera        | 7 ottobre 1970 16 maggio 2003 | Due canne da due corsie in direzione Zurigo, uno a tre corsie in direzione Berna (schema 2+2+3). Terza canna a tre corsie aggiunta successivamente                                                                                    | |